# Crossopriza khayyami
Crossopriza khayyami (лат.) — вид пауков-сенокосцев рода Crossopriza (Smeringopinae, Pholcidae). Распространён в Афганистане, Ираке, Иране, Турции. Назван в честь персидского поэта и философа Омара Хайяма (1048—1131).

## Описание
Мелкие пауки-сенокосцы, длина тела около 5 мм, ширина карапакса 1,4 мм, длина ног до 3 см. Карапакс охристо-желтый, спереди в срединной ямке светло-коричневый; стернум светло-коричневый с более тёмными коричневыми радиальными отметинами; ноги охристо-желтые, с нечеткими чёрными линиями на бёдрах и на голенях; брюшко светло-серое, с беловатыми внутренними отметинами, без тёмных отметин на спине; вентрально с прерывистой тёмной перевязью. Брюшко слегка удлиненное, сзади угловатое или коническое.

## Систематика
Вид был впервые описан в 2022 году в ходе исследования разнообразия пауков Центральной Азии, проведённого немецким арахнологом Бернхардом Хубером (Bernhard Huber, Alexander Koenig Research Museum of Zoology, Бонн, Германия). Отличается от близких видов лишь одной парой апофизов латерально на хелицерах самца, по деталям щупика самца (прокурсус с вентральным склеритом, сопровождаемым плоским склеритом; дистальный склерит генитальной луковицы сильно выступает вентрально, с характерными набор пролатеральных апофизов); самки отличаются от очень близких видов (C. sahtan, C. ibnsinai) деталями эпигинума и внутренних гениталий (передний эпигинальный край равномерно изогнут; расстояние между эпигинальными карманами).